# Rhapta
Rhapta (nach dem Periplus Maris Erythraei von griechisch rhapton ploiarion „zusammengebundenes Boot“) war ein antiker Markt an der ostafrikanischen Küste, dessen Lokalisierung bislang nicht eindeutig gelungen ist, obwohl es eine Reihe plausibler Identifikationen gibt. Rhapta war der südlichste den Römern bekannte Ort an der Küste Azanias und wird von Claudius Ptolemäus, dem Periplus Maris Erythraei und Cosmas Indicopleustes erwähnt.
Claudius Ptolemäus und der Periplus Maris Erythraei beschreiben Rhapta als größere Stadt, die nach dem Periplus unter sabäischer und himyarischer Herrschaft stand und vom arabischen Hafen Muza, der in der ganzen Region Zölle erhob, aus verwaltet wurde.

## Lokalisierung

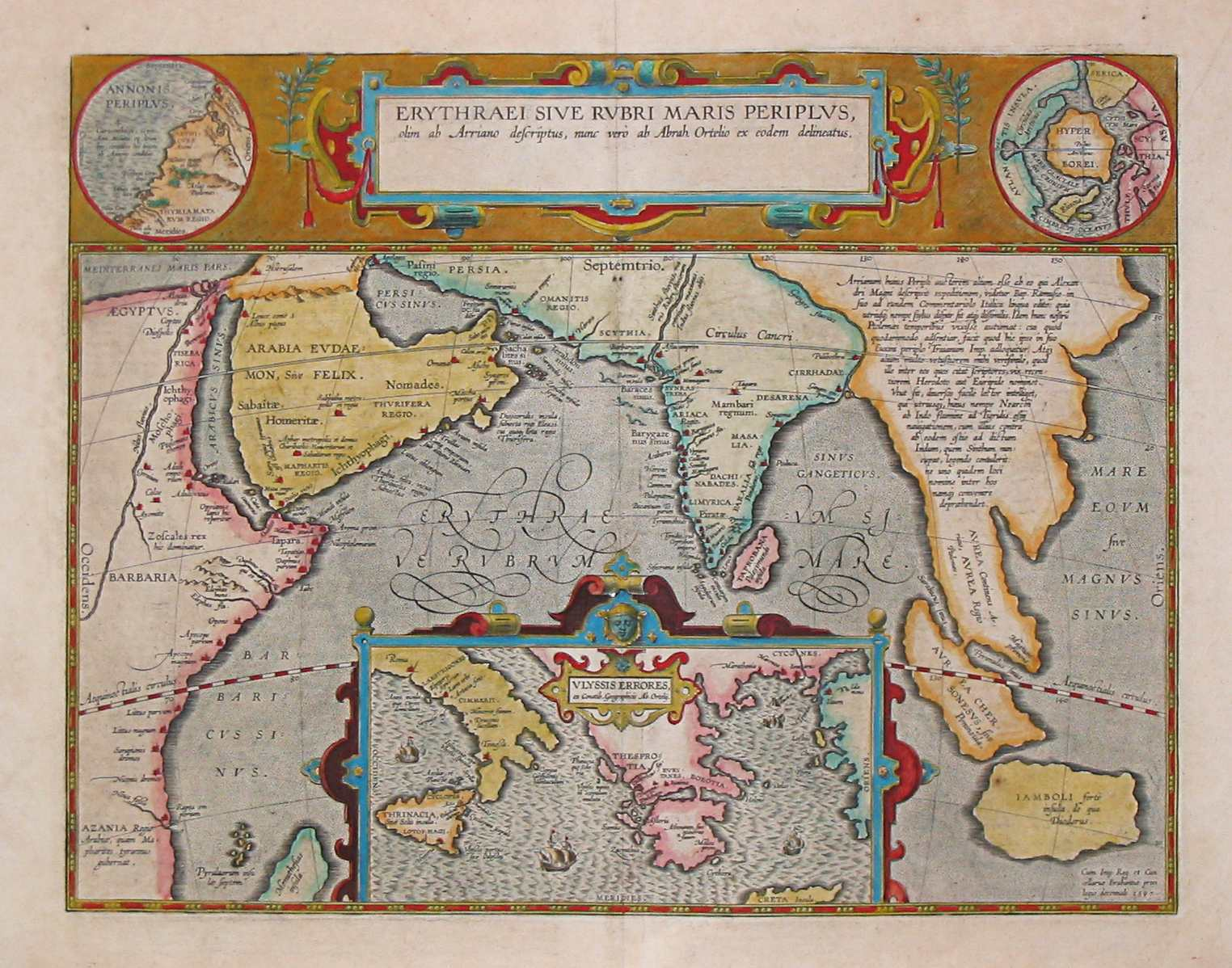
Periplus-Karte aus dem Theatrum orbis terrarum von Abraham Ortelius, 1597

Bei der Lokalisierung von Rhapta stellt der Periplus Maris Erythraei eine wichtige Quelle dar. In Kapitel 16 heißt es: Zwei Tage jenseits [der Insel Menuthias] liegt der allerletzte Handelshafen an der Küste von Azania namens Rhapta. Aufgrund der Beschreibung in Kapitel 15 muss es sich bei Menuthias um eine Insel des Sansibar-Archipels handeln. Claudius Ptolemäus erwähnt Rhapta zwei Mal: Ein Händler namens Diogenes sei auf dem Rückweg von Indien vom Kurs abgekommen und habe nach 25 Tagen Rhapta erreicht. Dies liege an der Mündung eines gleichnamigen Flusses, der seine Quelle in den Mondbergen nahe der Nilquelle habe, gegenüber der Insel Menuthis. Außerdem führt er in der Geographikè Hyphégesis am Ende der Orte an der „Barbarenbucht“ (der ostafrikanischen Küste zwischen dem Kap Guardafui und dem Kap Delgado) folgende Einträge auf: Mündung des Flusses Rhaptus: 72 °00' O 7°00' S; Rhapta, Metropole von Barbaria [= Süden von Azania], eine kurze Strecke vom Meer entfernt 71 °00' O 7°00' S; Vorgebirge Rhaptum 73 °50' O 8°25' S. Nach diesen Koordinaten lag Rhapta im Bereich von Daressalam in einer größeren Bucht. Damit lässt sich die Lage von Rhapta auf die Gegend zwischen dem Rufiji-Delta und der dem Sansibar-Archipel gegenüberliegenden Küste eingrenzen.

## Archäologische Hinweise
Eine Reihe von Funden aus der vermutlichen Gegend von Rhapta belegen den regen Handel mit der Mittelmeerwelt und mit Indien. Dazu gehören ägyptische Keramik aus dem 7. Jahrhundert v. Chr., griechische Glasperlen aus dem Rufji-Delta und griechische, römische und indische Keramik, die auf Sansibar und Mafia in Kalksteinhöhlen gefunden wurde.